# العصفور الأعلى (حلقة من صراع العروش)
العصفور الأعلى (بالإنجليزية: High Sparrow) هي الحلقة الثالثة من الموسم الخامس من المسلسل الفانتازي صراع العروش، والمُقتبس من سلسلة روايات أغنية الجليد والنار للمؤلف جورج ر. ر. مارتن، وهي الحلقة رقم 43 من المسلسل ككل. عُرضت الحلقة لأول مرة في 26 أبريل 2015، على شبكة إتش بي أو المُنتجة للمسلسل، وكانت من كتابة ديفيد بينيوف، ودي. بي. وايس، ومن إخراج مارك ميلود.

## ملخص الحلقة
تتزوّج (مارجري) من (تومين) ويُواقِعُها، وتلمّح (مارجري) للملك أن (سيرسي) بالتأكيد مُشتاقَة لمسقط رأسِها «كاستلي روك»؛ كما تقوم (سيرسي) بالبحث عن قائد جماعة (العصفور الأعلى) وهم طائِفةٌ من الأشخاص يقومون بمعاقبة الناس على أخطائهم باسم الآلهة والدين، تلتقي بِه وتُلمّح له أن تتحالَف مَعهم. كما يُحاوِل (روز بولتون) فرضَ سيطرتِه على «وينترفيل» وذلك من خِلال تزويجِ ابنه (رامزي) لـ (سانسا ستارك)؛ من جهةٍ أخرى، كان مُخطط اللورد (باليش) من البداية أن يذهبَ بـ (سانسا) إلى «وينترفيل»، في البِداية تعترض ولكن يُقنعُها، كما يُلمّح على أنّ التحالُف بينَ «آرين» و«وينترفيل» قد يُطيح بالمملكة. في الشمال، يُعطي (جون سنو) جواباً لـ (ستانِس) بِرفض عَرضِه، كما يقوم بإعدامِ أحد الحَرس بسبب رَفضِه لأمرٍ منه مما يُؤجّج نار البغضاء في نفوسِ الباقي. (آريا ستارك) تقوم بالتخلُّص من جميع أغراضِها واستبدالِها بأخُرى -عدا السيف الذي خبأته تحت إحدى الصخور- فعلتْ ذلك لتُصبِح مثل (جاكن هغار) لتكون «مثتعدّدة الوجوه». في طريقِهم نحوَ «ميرين» يتوقّف (تيريون) و (فاليس) في بيتٍ للدعارة ويصدُف وجود (جوراه) فيقوم باختِطاف (تيريون).

## الإنتاج
سيناريو الحلقة كان من كتابة ديفيد بينيوف، ودي. بي. وايس، وأُختير مارك ميلود لإخراجها. كان أنيت هيلميك مديرًا لتصوير الحلقة، وتيم بورتر محررًا لها، أما موسيقى الحلقة التصويرية فكانت من تلحين رامين جوادي.

## نسب المشاهدة
| الموسم | الموسم | رقم الحلقة | رقم الحلقة | رقم الحلقة | رقم الحلقة | رقم الحلقة | رقم الحلقة | رقم الحلقة | رقم الحلقة | رقم الحلقة | رقم الحلقة | المتوسط |
| الموسم | الموسم | 1          | 2          | 3          | 4          | 5          | 6          | 7          | 8          | 9          | 10         | المتوسط |
| ------ | ------ | ---------- | ---------- | ---------- | ---------- | ---------- | ---------- | ---------- | ---------- | ---------- | ---------- | ------- |
|        | 1      | 2.22       | 2.20       | 2.44       | 2.45       | 2.58       | 2.44       | 2.40       | 2.72       | 2.66       | 3.04       | 2.52    |
|        | 2      | 3.86       | 3.76       | 3.77       | 3.65       | 3.90       | 3.88       | 3.69       | 3.86       | 3.38       | 4.20       | 3.80    |
|        | 3      | 4.37       | 4.27       | 4.72       | 4.87       | 5.35       | 5.50       | 4.84       | 5.13       | 5.22       | 5.39       | 4.97    |
|        | 4      | 6.64       | 6.31       | 6.59       | 6.95       | 7.16       | 6.40       | 7.20       | 7.17       | 6.95       | 7.09       | 6.84    |
|        | 5      | 8.00       | 6.81       | 6.71       | 6.82       | 6.56       | 6.24       | 5.40       | 7.01       | 7.14       | 8.11       | 6.88    |
|        | 6      | 7.94       | 7.29       | 7.28       | 7.82       | 7.89       | 6.71       | 7.80       | 7.60       | 7.66       | 8.89       | 7.69    |
|        | 7      | 10.11      | 9.27       | 9.25       | 10.17      | 10.72      | 10.24      | 12.07      | غ/م        | غ/م        | غ/م        | 10.26   |
|        | 8      | 11.76      | 10.29      | 12.02      | 11.80      | 12.48      | 13.61      | غ/م        | غ/م        | غ/م        | غ/م        | 11.99   |

## وصلات خارجية
- الدوري الأعلى على موقع IMDb (الإنجليزية)
- الدوري الأعلى على موقع ميتاكريتيك (الإنجليزية)
- الدوري الأعلى على موقع روتن توميتوز (الإنجليزية)
- الدوري الأعلى على موقع أول موفي (الإنجليزية)